# جيب غراند شيروكي

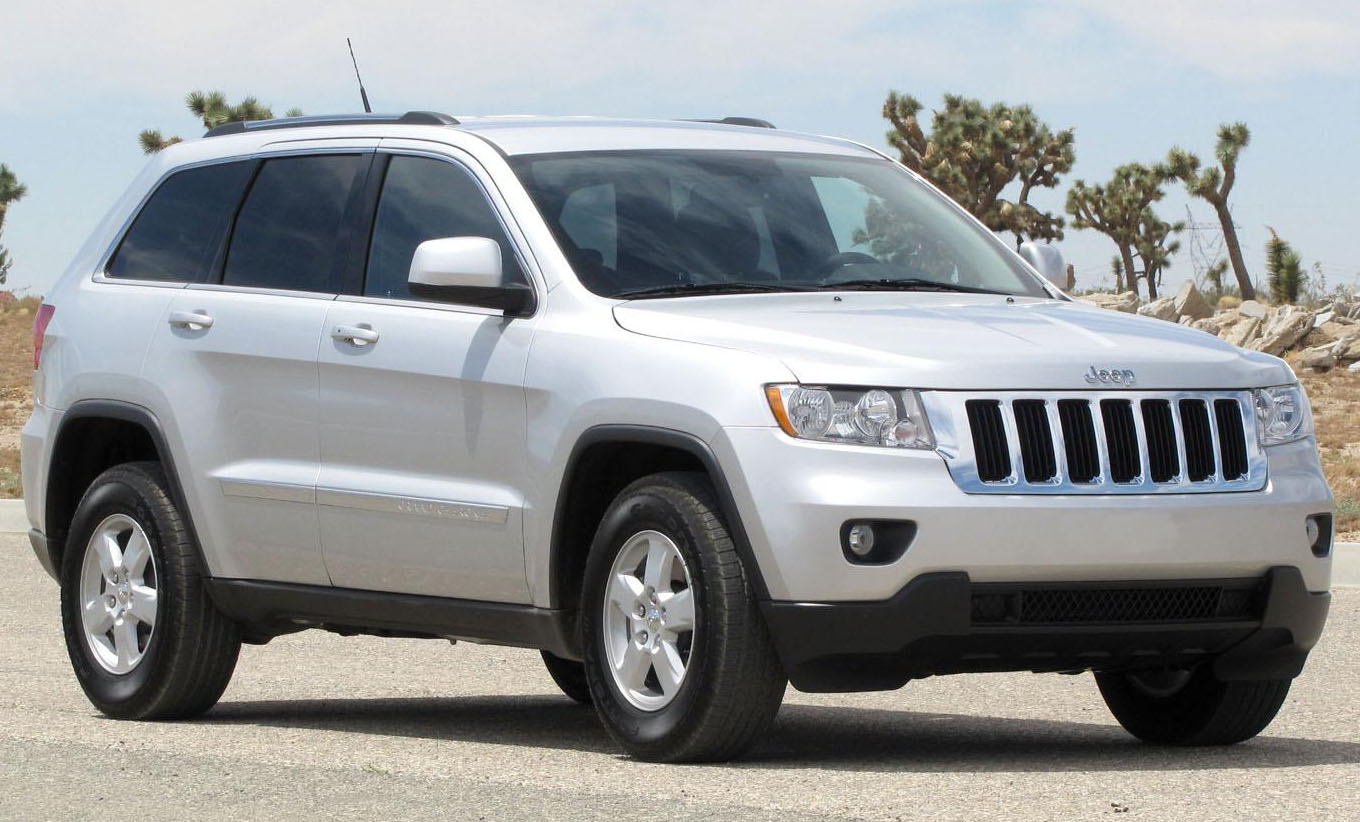
جيب جراند شيروكي 2011

جيب غراند شيروكي (بالإنجليزية: Jeep Grand Cherokee)‏ هي سيارة دفع رباعي للاستعمالات المتعددة من الحجم المتوسط وتنتج من قبل قسم جيب في شركة كرايسلر، الغراند شيروكي . كان أول ظهور للغراند شيروكي سنة 1992 في مدينة ديترويت في ولاية ميشيغان الأمريكية.
يأتي غراند شيروكي بعدة فئات هي لاريدو وأوفرلاند وليمتد كما يوجد نسخة خاصة من الجراند شيروكي وهي جراند شيروكي SRT8 بمحرك 8 سلندر سعة 6100 سي سي بقوة 465 حصان وتستطيع التسارع من لصفر إلى 100كم بالساعة خلال 4.9 ثواني فقط وهي تعتبر اسرع سيارة ذات دفع رباعي في العالم حاليا.

## الجيل الأول (1993-1998)
هو الشكل الأول من جيب غراند شيروكى وتم إطلاقه وتصنيعه عام 1992 كموديل لعام 1993. صنفت كسيارة فخمة رباعية الدفع. هذا الموديل له ثلاث فئات
- الموديل الأساسى
- لاريدو
- ليمتد

## الجيل الثاني (1999-2004)
في عام 1999 قررت شركة جيب تغيير شكل السيارة وإضافة محرك V8 باور تك

## الجيل الثالث (2005-2010)
الجيل الثالث تم الكشف عنه عام 2004 في معرض نيويورك الدولى للسيارات وتضمن هذا التصميم نظام كودرا درايف لأول مرة.